# Sverres Varv & Mek. Verkstad

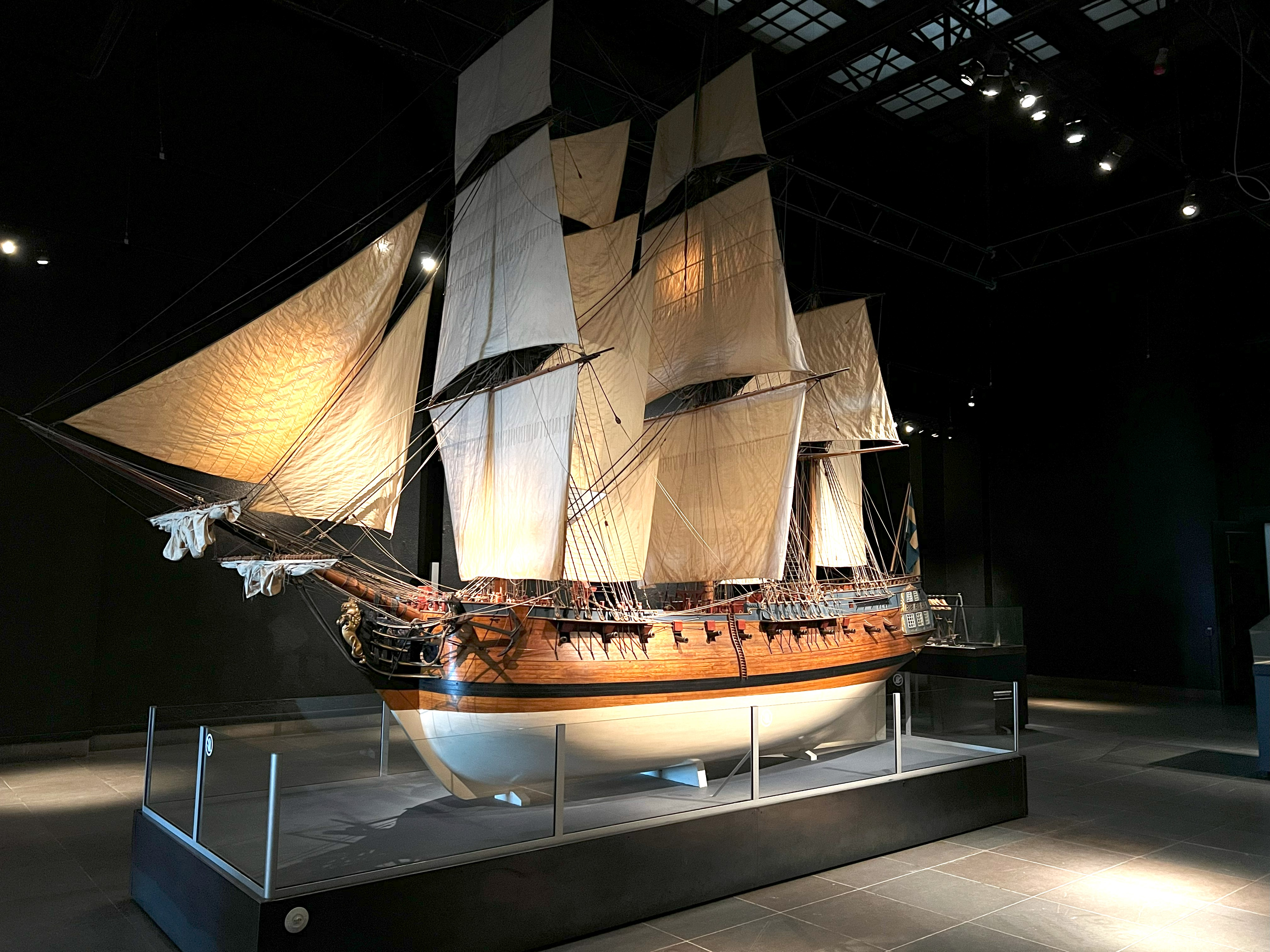
Modell av Ostindiefararen Finland på Sjöfartsmuseet Akvariet i Göteborg, museets största modell, 3.86 meter lång, i skala 1:12.

Sverres Varv & Mek. Verkstad var ett svenskt varv och en fartygsmodellfabrik vid Göta älv i Hisings Kärra i Göteborg.
Företaget grundades 1915 som Skeppsmodeller på Kyrkogatan 3 i Göteborg av bland andra Olof Traung för att tillverka fartygsmodeller för varven i Göteborg. Företaget gjorde också skeppsmodeller för Föreningen Göteborgs Sjöfartsmuseum, bland andra en modell av Ostindiefararen Finland. Inför Jubileumsutställningen i Göteborg 1923 tillverkade företaget också en lång rad modeller av fartyg, varv och hamnar för denna. 
Då efterfrågan minskade på fartygsmodeller från 1923, började Sverres också tillverka leksaker. Leksakstillverkningen drevs till slutet av 1920-talet. I samband med att leksakstillverkning inleddes köptes också Kärra gård, där det fanns ett litet varv, Nyebro pråmvarv. Skeppsmodeller namnändrades därefter till AB Sverre och flyttade till det inköpta varvet.
Sverres tillverkning av fullskaliga fartyg började 1931 med livbåtar och från 1935 byggdes fritidsbåtar, först utlottningsbåtar som Långedragsjullar och 22:or till GKSS genom Ernst A. Hedén, direktör på Götaverken och delägare i AB Sverre.
Åren 1939–1950 arbetade Olof Traungs son, skeppskonstruktören Jan-Olof Traung (1919–2007) på varvet. Under hans ledning expanderade varvet och byggde segelbåtar, minsvepare, arbetsbåtar och fiskebåtar. Bland fritidsbåtarna byggdes såväl Långedragsjullar, Stjärnbåtar, Folkbåtar. Sammanlagt byggdes 1943–1953 tio fiskebåtar, varav två till Sverige, fyra till Island 1946–1947, en till Frankrike 1947 för fiske utanför Senegals kust samt tre till Colombia fram till 1953 för fiske av tonfisk. 
Från 1950 leddes företaget av brodern Björn Traung (1921–1990), som då tog över ledningen för varvet. Tillverkning av fartyg upphörde 1953. Sammanlagt hade då 179 fartyg och båtar byggts. Efter 1953 tillverkade Sverres enbart fartygsmodeller. Företaget lades ned 1993.

## Båtar byggda på Sverres varv i urval
- M/Y Hjorten, 1939
- S/Y Unda Maris, 1939
- HMS M17, 1941